# Hippuritidina
De Hippuritidina zijn een onderorde van uitgestorven tweekleppigen uit de orde Hippuritida.

## Taxonomie
De volgende superfamilies zijn bij deze onderorde ingedeeld:
- † Caprinoidea d'Orbigny, 1847
- † Radiolitoidea d'Orbigny, 1847

De volgende geslachten zijn bij deze onderorde ingedeeld:
- † Anodontopleura Felix, 1891
- † Baryconites Palmer, 1928
- † Cryptaulia Počta, 1889
- † Dessia Pamouktchiev, 1983
- † Lithocalamus Lupher & Packard, 1930
- † Palus Palmer, 1928
- † Rousselia Douvillé, 1898
- † Sabinia Parona, 1908
- † Somalites Pamouktchiev, 1983 (voorlopige naam)